# Simfonia núm. 21 (Weinberg)
La Simfonia núm. 21 Kaddish, op. 152, de Mieczysław Weinberg va ser composta entre el 1989 i el 1991. És l'última simfonia (amb una orquestra completa) que Weinberg va acabar abans de morir el 1996 (la simfonia núm. 22 va quedar inacabada per Weinberg). L'obra està dedicada a les víctimes de l'Holocaust del Gueto de Varsòvia.

## Moviments
- Largo: aquesta secció inclou la balada núm. 1 en sol menor de Chopin[2]
- Allegro molto
- Largo
- Presto
- Andantino
- Lento: aquesta secció inclou el rèquiem sense paraules per a soprano.[2]

## Enregistraments
La simfonia va ser enregistrada per primera vegada el 2014 per l'Orquestrea Simfònica de Sibèria dirigida per Dmitri Vassiliev per al segell Toccata Classics. La Simfonia també ha estat enregistrada el 2019 per la City of Birmingham Symphony Orchestra i la Kremerata Baltica dirigida per Mirga Gražinytė-Tyla per la Deutsche Grammophon.